# Episodi di SOKO - Misteri tra le montagne (nona stagione)
La nona stagione della serie televisiva SOKO - Misteri tra le montagne è stata trasmessa in anteprima in Austria da ORF 1 tra il 27 aprile 2010 e il 3 agosto 2010.
| nº | Titolo originale               | Titolo italiano | Prima TV Austria | Prima TV Italia |
| -- | ------------------------------ | --------------- | ---------------- | --------------- |
| 1  | Samsons Tod                    |                 | 4 maggio 2010    |                 |
| 2  | Fun-Park                       |                 | 27 aprile 2010   |                 |
| 3  | Herzflimmern                   |                 | 11 maggio 2010   |                 |
| 4  | Todesängste                    |                 | 18 maggio 2010   |                 |
| 5  | Die letzte Chance              |                 | 25 maggio 2010   |                 |
| 6  | Slackline                      |                 | 1º giugno 2010   |                 |
| 7  | Abgestürzt                     |                 | 1º giugno 2010   |                 |
| 8  | Weißer Kaviar                  |                 | 8 giugno 2010    |                 |
| 9  | Tag der Rache                  |                 | 8 giugno 2010    |                 |
| 10 | Restrisiko                     |                 | 13 luglio 2010   |                 |
| 11 | Fleisch und Blut               |                 | 20 luglio 2010   |                 |
| 12 | Der Fluch des Teppichs         |                 | 27 luglio 2010   |                 |
| 13 | Die schönste Zeit ihres Lebens |                 | 3 agosto 2010    |                 |